# Росс Джонстоун
Росс Джонстоун (англ. Ross Johnstone, 7 квітня 1926, Монреаль — 31 грудня 2009, Йорк) — канадський хокеїст, що грав на позиції захисника.

## Ігрова кар'єра
Професійну хокейну кар'єру розпочав 1941 року.
Усю професійну клубну ігрову кар'єру, що тривала 17 років, провів, захищаючи кольори команд АХЛ. У складі «Торонто Мейпл-Ліфс» провів два сезони в 1943-44 і 1944-45. Загалом в НХЛ провів 45 матчів, набрав 9 очок (5+4).

## Нагороди та досягнення
- Володар Кубка Стенлі в складі «Торонто Мейпл-Ліфс» — 1944.